# Hypsoprora albopleura
Hypsoprora albopleura är en insektsart som beskrevs av Fonseca. Hypsoprora albopleura ingår i släktet Hypsoprora och familjen hornstritar. Inga underarter finns listade i Catalogue of Life.